# Dr. Horrible's Sing-Along Blog
Dr. Horrible's Sing-Along Blog és una sèrie d'humor, ciència-ficció i musical emesa íntegrament a internet. Creada el 2008, està composta per 3 episodis de 14, 13 i 15 minuts de durada respectivament. Va estar nominada al premi Emmy en la categoria de musical. La serie està escrita per Joss Whedon, que també la dirigia, els seus germans Zack Whedon i Jed Whedon, i l'escriptora i actriu Maurissa Tancharoen. L'equip va escriure el musical durant la vaga de guionistes dels Estats Units. La serie explica la història del Doctor Horrible, un aspirant a super villà, que lluitarà contra el Captain Hammer (Capità Martell) per l'amor d'una noia anomenada Penny.
La idea era crear una cosa petita i barata, però feta professionalment, de manera que eludíssin els problemes que van motivar la vaga. La recepció va estar aclaparadorament positiva. Després de l'èxit de visites, es va editar exclusivament a Amazon en DVD. El 31 d'octubre de 2008, la revista Time va considerar-la al #15 de la seva llista de 50 millors invencions de 2008 i al #4 de les millors sèries d'aquella any. També va guanyar el Premi People's Choice per "Favorita sensació en línia", i el Premi Hugo de 2009 a la millor representació dramàtica (en format curt). Als primers Premis Streamy de 2009 per a televisió web, Dr. Horrible va guanyar set premis: Premi de la Selecció del Públic a la Millor Sèrie Web, Millor Direcció per a una Sèrie Web de Comèdia, Millor Redacció per a una Sèrie Web de Comèdia, Millor Actor Masculí en una Sèrie Web de Comèdia (Harris), Millor Edició, Millor Cinematografia i Millor música original. També va guanyar un Premis Emmy Creative Arts el 2009 per a destacats Classes especials - Programes d'entreteniment en format curt de format en directe.

## Càsting

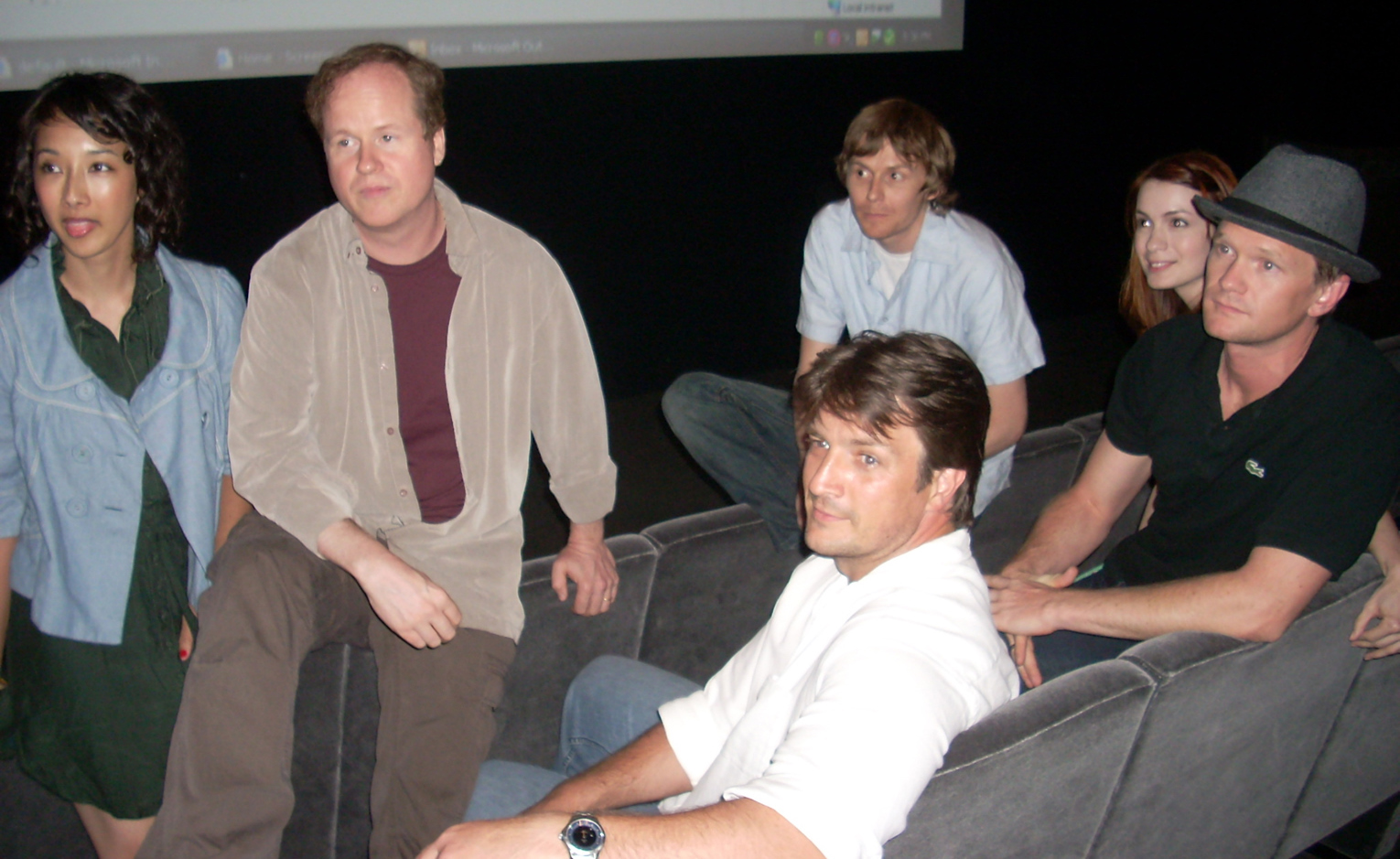
D'esquerra a dreta: Maurissa Tancharoen, Joss Whedon, Nathan Fillion, Jed Whedon, Felicia Day, Neil Patrick Harris

- Neil Patrick Harris: Billy / Dr. Horrible
- Nathan Fillion: Captain Hammer
- Felicia Day: Penny
- Simon Helberg: Moist

## Banda sonora
Dr. Horrible's Sing-Along Blog és el nom del disc de la banda sonora. Va sortir a la venda l'1 de setembre de 2008 a iTunes. El primer dia va ser l'album més descarregat al Canadà, Austràlia, i el segon més descarregat als Estats Units
El 10 de setembre va entrar al Billboard 200 en la posició número 39.

### Llista de cançons
1. "Horrible Theme" (Jed Whedon) – 0:10
2. "My Freeze Ray" (Joss Whedon) – Neil Patrick Harris – 1:38
3. "Bad Horse Chorus" (Jed Whedon/Joss Whedon) – Jed Whedon, Joss Whedon i Zack Whedon – 0:33
4. "Caring Hands" (Maurissa Tancharoen/Jed Whedon) – Felicia Day – 0:28
5. "A Man's Gotta Do" (Jed Whedon) – Neil Patrick Harris, Nathan Fillion i Felicia Day – 2:11
6. "My Eyes" (Maurissa Tancharoen/Jed Whedon/Joss Whedon) – Neil Patrick Harris i Felicia Day – 2:45
7. "Bad Horse Chorus (Reprise)" (Jed Whedon/Joss Whedon) – Jed Whedon, Joss Whedon i Zack Whedon – 0:14
8. "Penny's Song" (Maurissa Tancharoen/Jed Whedon) – Felicia Day – 1:12
9. "Brand New Day" (Jed Whedon/Joss Whedon) – Neil Patrick Harris – 1:46
10. "So They Say" (Jed Whedon/Joss Whedon) – Robert Reinis, Zack Whedon, Maurissa Tancharoen, Stacy Shirk, Steve Berg, Felicia Day, Nathan Fillion, David Fury, Marti Noxon i Neil Patrick Harris – 2:03
11. "Everyone's a Hero" (Joss Whedon) – Nathan Fillion – 2:46
12. "Slipping" (Joss Whedon) – Neil Patrick Harris – 2:06
13. "Everything You Ever" (Joss Whedon, bridge by Jed Whedon) – Neil Patrick Harris – 2:48
14. "Horrible Credits" (Jed Whedon) – 2:12